# ۲۰۶۷ (فیلم)
۲۰۶۷ (انگلیسی: 2067) یک فیلم در ژانر علمی تخیلی است که در سال ۲۰۲۰ منتشر شد. از بازیگران آن می‌توان به کدی اسمیت-مک‌فی اشاره کرد.

## داستان
داستان فیلم در سال ۲۰۶۷ اتفاق می‌افتد؛ زمانی که زمین به دلیل گرمایش جهانی تقریباً از بین رفته است و تعداد محدودی از انسانهای باقی مانده به بیماری‌های تنفسی ناشی از کمبود اکسیژن دچار شده‌اند.
ایتان با سفر به آینده، مأمور یافتن درمان این بیماری‌ها می‌شود و می‌فهمد که گونه‌های منقرض شده گیاهی، تنها راه حل نهایی نجات جهان و بشر هستند و با ارسال گیاهان، انسان‌ها و کره زمین را نجات می‌دهد.